# 11.ᵉʳ Grupo Aéreo del Cuerpo de Marines
El 11.er Grupo Aéreo del Cuerpo de Marines es un unidad de aviación del Cuerpo de Marines de los Estados Unidos basado en la Estación Aérea del Cuerpo de Marines de Miramar que actualmente está compuesto de un escuadrón de F/A-18A++, dos escuadrones de F/A-18C, un escuadrón de F/A-18D, un escuadrón de alistamiento de la flota, un escuadrón de reabastecimiento en vuelo táctico, KC-130J, un escuadrón de mantenimiento y logística. Los escuadrones de vuelo del MAG-11 operan más de 42 000 horas de vuelo anualmente. Ellas están bajo el mando de la 3.ª Ala Aérea del Cuerpo de Marines y de la I Fuerza Expedicionaria de Marines.

## Misión
Proporcionar apoyo aéreo a los comandantes de la Fuerza de Tareas Aero-Terrestre de Marines.

## Unidades subordinadas
- VMFAT-101
- VMFA(AW)-225
- VMFA-232
- VMFA-314
- VMFA-323
- VMGR-352
- MALS-11
- MWSS-373

## Historia

### Historia temprana
Al 6 de diciembre de 1941 las unidades que componían el MAG-11 consistían en: VMF-111, VMF-121, VMO-151, VMSB-131, VMSB-132, VMJ-152.
Aunque fue puesto en servicio activo en la Base del Cuerpo de Marines Quantico, Virginia, el 1 de agosto de 1941, como el primer grupo de aviación del Cuerpo de Infantería de Marina, los elementos que eventualmente apoyarían su misión existían en algunos casos desde el 1 de diciembre de 1921. Juntos, estas antiguas unidades fueron en conjunto designadas como Escuadrón de Aviación, Fuerza Expedicionaria de la Costa Oriental.

### Segunda Guerra Mundial
Previo al comienzo de la Segunda Guerra Mundial, el 11.er Grupo Aéreo del Cuerpo de Marines estaba compuesta de seis escuadrones tácticos que estaban basados en la Estación Aérea del Cuerpo de Marines de Quantico, Virginia y la Estación Aérea del Cuerpo de Marines de Parris Island, Carolina del Sur. Durante el verano y el otoño de 1941 el grupo participó en maniobras con la 1.ª División de Marines en la vecindad de Camp Lejeune en Carolina del Norte. Luego se dirigieron hacia la Costa Occidental de Estados Unidos en diciembre de 1941. A su llegada, el MAG-11 se convirtió el Grupo de Defensa Aérea para San Diego, en el área de California, basado en Camp Kearny. Durante su periodo interino previo al despliegue, el MAG-11 sirvió como el núcleo de cuatro nuevos grupos aéreos destinados a labores de combate en el Pacífico. El MAG-11 se embarcó hacia el Pacífico Sur el 15 de octubre de 1942 a bordo del SS Lurline (Mumu). Ellos zarparon sin ningún avión y se esperaba que volaran lo que ellos pudieran encontrar en el lugar de su destino. Los escuadrones que pertenecían al MAG-11, tales como el VMSB-132 y el VMF-112 llegaron a Guadalcanal a principios de noviembre y fueron entre los primeros en relevar a los aviadores originales de la Cactus Air Force (en castellano: Fuerza Aérea Cactus). Al llegar a Espíritu Santo en las Islas Nuevas Hébridas, el grupo lanzó acciones ofensivas contra puntos fuertes, poder aéreo y buques del enemigo en la zona de las Islas Salomón.
Durante la Segunda Guerra Mundial, el MAG-11 participó en acciones de combate en las zonas de Islas Salomón, Nueva Bretaña, Palaos, Pacífico Central y las Filipinas. Al terminar la Segunda Guerra Mundial, el MAG-11 estaba basado en las isla de Peleliu, el grupo Palau, donde permanecieron hasta el enero de 1946.

### Guerra de Corea

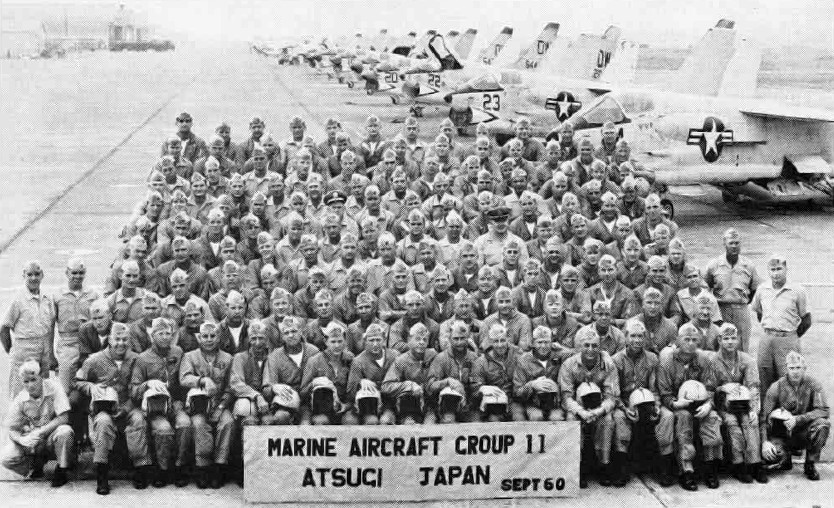
Personal del MAG-11 en NAS Atsugi, Japón, en septiembre de 1960.

Temporalmente asignado al área de San Diego al regresar a Estados Unidos, el MAG-11 se unió a la 2.ª Ala Aérea del Cuerpo de Marines localizada en la Estación Aérea del Cuerpo de Marines de Cherry Point, Carolina del Norte en marzo de 1946 y permaneció orgánico al ala hasta agosto de 1953, cuando se cambió desde el Campo de Aterrizaje Auxiliar del Cuerpo de MArines de Edenton, Carolina del Norte, a la Instalación Aérea Naval de Atsugi, Japón. En Japón, los elementos del MAG-11 participaron activamente en las operaciones aéreas contra las fuerzas comunistas de Corea del Norte y de China.
Entre agosto de 1958 y enero de 1959, el MAG-11 se desplegó a Taiwán para apoyar las defensas aéreas de los nacionalistas chinos, regresando nuevamente en el año 1961 y en el año 1963 para apoyar la realización de maniobras militares en el área.

### Vietnam
En abril de 1965, el MAG 11 se desplegó en Da Nang, Vietnam para apoyar las operaciones anti insurgencia. A las 69 horas de su partida de Japón, elementos del grupo lanzaron su primer ataque contra las fuerzas comunistas del Viet Cong.
La composición del grupo entre abril de 1965 y febrero de 1971 fue como sigue: VMF(AW)-232, VMF(AW)-235, VMF(AW)-312, VMFA-115, VMFA-122, VMFA-314, VMFA-323, VMFA-334, VMFA-513, VMFA-531, VMFA-542, VMA(AW)-225, VMA(AW)-242, VMA-311, VMO-2, VMJ-1 y cuartel general y mantenimiento del 11.
Las misiones de combate del grupo eran ejecutadas principalmente por F-8 Crusader, F-4 Phantom II, A-6 Intruder y A-4 Skyhawk. El Escuadrón de Cuarteles Generales y de Mantenimiento 11 (el escuadrón más antiguo del Cuerpo de Infantería de Marina) y el Escuadrón de Base Aérea de la Infantería de Marina 11 apoyaron al MAG-11 y los aviones asignados a este durante este periodo.
Durante esta fase de la historia de combate del MAG 11, los siguientes tipos de misiones fueron asignadas y ejecutadas: apoyo aéreo cercano y apoyo directo, intercepción para la defensa aérea, reconocimiento visual, fotográfico y electrónico, contramedidas electrónicas, control aéreo táctico aerotransportado, iluminación y apoyo logístico para los elementos de tierra y aire de las fuerzas aliadas.

### Posterior a Vietnam
En mayo de 1971, el MAG-11 se cambió desde Vietnam, reportándose al comandante general, 3.ª Ala Aérea del Cuerpo de Marines ubicada en la Estación Aérea del Cuerpo de Marines de El Toro, Irvine, California el 10 de junio de 1971. Durante noviembre de 1979, el VMFA-323 y el VMFA-531 se desplegaron a bordo del USS Coral Sea (CV-43). Esta fue la primera vez en la historia de la aviación naval estadounidense que el Cuerpo de Infantería de Marina proporcionó todo el apoyo de aviones de caza para un portaaviones de la armada y la primera vez desde la Segunda Guerra Mundial que dos escuadrones de los Marines fueron desplegados a bordo de un portaaviones de la Flota del Pacífico.
En julio de 1982, los escuadrones de caza del MAG-11 iniciaron su transición desde el F-4 Phantom II al avión F/A-18 Hornet. El 24 de noviembre de 1982, el F-4N fue oficialmente retirado del servicio activo con la Infantería de Marina cuando el VMFA-531 transfirió su último Phantom al Centro de Armamento Naval. El VMFA-314 recibió su primer F/A-18A el 15 de diciembre de 1982.
En octubre de 1985, dos escuadrones de F/A-18 del MAG-11, el VMFA-314 y el VMFA-323, se desplegaron al Mediterráneo a bordo del USS Coral Sea (CV-43) y participaron el 15 de abril de 1986, en los ataques aéreos contra Libia.

### Guerra del Golfo Pérsico

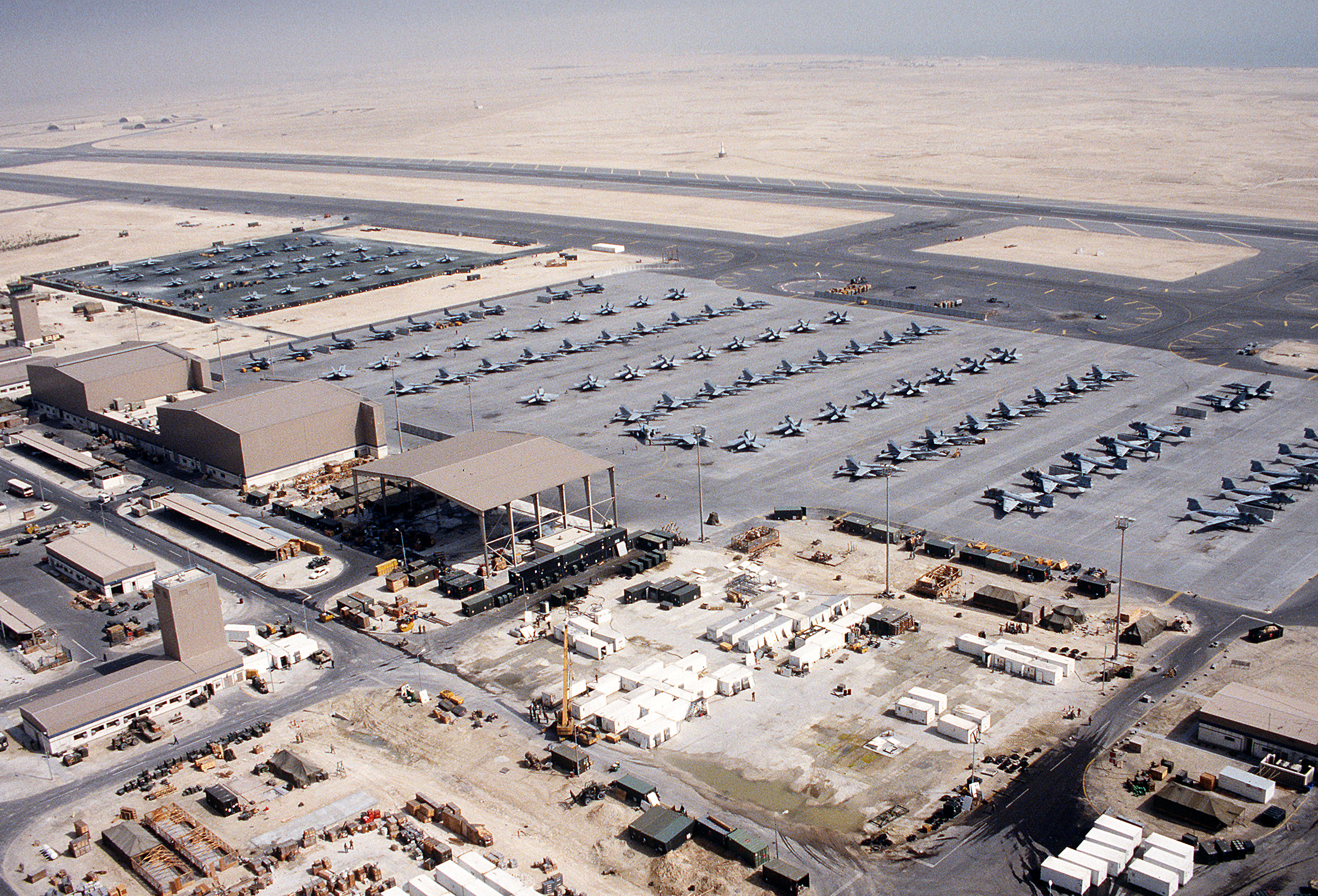
Aviones pertenecientes al MAG-11 en la Base aérea de Isa, Bahrain, en el año 1991.

A principios de agosto de 1990, el MAG-11 comenzó a proporcionar escuadrones al MAG-70 para el Elemento aéreo de combate de la 7.ª Brigada Expedicionaria de Marines  para ser desplegados al Medio Oriente como parte de la Operación Desert Shield. Con el establecimiento de la I Fuerza Expedicionaria de Marines  y la 3.ª Ala Aérea del Cuerpo de Marines el 3 de septiembre de 1990, el MAG-11 fue transferido desde la Estación Aérea del Cuerpo de Marines de El Toro  a Bahrain y asumió el control operacional de todos los aviones F/A-18A/C/D, A-6E, EA-6B y KC-130F/R/T del Cuerpo de Marinesa en el sudoeste asiático. Previo al comienzo de las hostilidades, el MAG-11 creció hasta convertirse en el Grupo Aéreo de Ala Fija de la Infantería de Marina más grande en la historia controlando escuadrones de todas las cuatro Alas de Aviación de la Infantería de Marina. Posteriormente se recibió la orden de ejecutar la Operación Tormenta del Desierto y se iniciaron extensivas operaciones de combate. Los ataques iniciales se realizaron contra las partes más profundas del territorio de Irak a las que siguieron operaciones diseñadas para preparar el campo de batalla para el ataque de las Fuerzas Terrestres de Marines. Cuando la guerra terrestre comenzó, el MAG-11 había volado más de 7500 misiones de combate y 16 400 horas, sin ninguna baja humana o de aviones. Los 13 escuadrones lanzaron más de 8 millones de pertrechos de guerra durante esas operaciones de combate.

### Guerra Global contra el Terrorismo
Entre el 1 de enero y el 31 de marzo de 2003, el MAG-11 preparó, desplegó y ejecutó operaciones de combate en apoyo de la Operación Southern Watch (OSW) y la Guerra de Irak. Con la creación de la I Fuerza Expedicionaria de Marines y la 3.ª Ala Aérea del Cuerpo de Marines, el MAG-11 fue transferido desde la Estación Aérea del Cuerpo de Marines de Miramar  a la Base Aérea de Ahmed Al Jaber, en Kuwait y asumió el control de todos los aviones F/A-18 y C-130 pertenecientes a la Infantería de Marina en Asia Occidental.
Después que se recibió el decreto para llevar a cabo la Operación Iraqi Freedom, los aviones del MAG-11 realizaron extensivas operaciones de combate 24 horas del día. Los aviadores del MAG-11 volaron entre 120 y 130 misiones por día, lanzaron más de 1,9 millones de kilos de armamento contra blancos al interior del territorio de Irak para apoyar a las fuerzas terrestres de la Infantería de Marina, Ejército, y británicas y usaron entre 946 000 a 1 100 000 litros de combustible por día. El MAG-11 voló más de 4000 misiones de combate y 10 000 horas de vuelo, sin sufrir bajas humanas o de aviones. Los ocho escuadrones usaron alrededor de 1,8 millones de kilos de armamento durante estas operaciones de combate.